# Georg Albrecht Jhering
Georg Albrecht Jhering (* 15. Juni 1779 in Aurich; † 14. November 1825 Ebenda) war ein ostfriesischer Jurist, erster Sekretär der Ostfriesischen Landschaft und Direktor der Mühlenbrandsozietät in Aurich.

## Leben
Jhering entstammt einer alten Juristenfamilie. Sein Vater Caspar Rudolph Jhering (* 12. Januar 1740;† 12. Mai 1809) war ein königlich preußischer Anwalt und Notar, der die Mühlenbrandsozietät gegründet hatte. Die Mutter Adelheid Katharina Bacmeister (* 15. August 1745; † 14. August 1785) war eine Tochter des Regierungsrats Georg Albrecht Bacmeister (1702–1785) aus Aurich und Mutterschwester der Frau von Gebhard Leberecht von Blücher.
Jhering begann seine Ausbildung am Gymnasium Ulricianum in Aurich. Dort fiel er dem Direktor Hecht auf, der ihn weiter förderte. So konnte er bereits Ostern 1796 ein Studium an der Universität Erlangen beginnen, wo er sich den Erlanger Westfalen anschloss. Dort machte er bereits nach nur zwei Jahren seinen Abschluss. Sein Vater wollte ihn danach auf eine Reise durch Deutschland schicken; er ging aber lieber für sechs Monate nach Weimar, wo er das dortige Leben kennenlernte. 1799 kehrte er nach Ostfriesland zurück.
Er wurde Kalkulator und Gehilfssekretär bei den Ostfriesischen Ständen und arbeitete dort unter Tileman Dothias Wiarda. Von 1804 bis 1811 war er zudem Referendar am Amtsgericht Aurich. Er erkannte, dass sich sein Vater bei der Verwaltung von Jheringsfehn verspekuliert hatte, und übernahm die Verwaltung vom Vater, die er ab da sehr erfolgreich weiterführen konnte. Zu seinen Maßnahmen zählte der Ausbau der Fehnkanäle zwischen 1804 und 1819, durch die der abgebaute Torf schneller vermarktet werden konnte. Sein Erfolg spiegelte sich in der Einwohnerentwicklung von Jheringsfehn wider: Waren es 1788 noch 133 Einwohner, so waren es im Jahr 1813 schon 398. Der Ort bekam in seiner Verwaltungszeit sogar eine Windmühle.
Mit dem verlorenen Krieg von 1806 kam es im preußischen Ostfriesland zu großen Umwälzungen. Das Land wurde dem Königreich Holland zugeschlagen, und das holländische Steuersystem wurde eingeführt. Da niemand Holländisch sprach, machte er sich daran, die Gesetze zu übersetzen, und veröffentlichte seine Abhandlung Kurze Uebersicht der sämmtlich im Königreich Holland bestehend Abgaben (Aurich, 1808, S. 272). Er promovierte mit der Abhandlung an der juristischen Fakultät der Universität Erlangen zum Dr. jur. 1809 wurde er Direktor der Abteilung für Erbschaftssteuer in Ostfriesland. Nach dem Tod seines Vaters wurde er 1809 zum Direktor der Mühlenbrandsozietät gewählt. 1810 wurde er zudem noch Rechnungsführer (Rendant) der Brandkasse für Stadt und Land.
Als Ostfriesland französisch wurde, schlug man ihn zum Präsidenten des Kantons Aurich vor, was er aber ablehnte und stattdessen Präsident des Kantons Timmel wurde, zu dem auch Jheringsfehn gehörte. Er war ein geschickter Verwalter und konnte trotz der Wirren für die Mühlensozietät sogar eine Rendite erwirtschaften. 1813 erfolgte zunächst die Rückgabe von Ostfriesland an das Preußen. Die Tribunale und Friedensgerichte wurden wieder eingerichtet, und Jhering wurde zum Justizkommissar ernannt. Als Ostfriesland 1815 zum Königreich Hannover kam, wurde er Auditor des Leibkürassier-Regiments. Nachdem sich 1819 auch die Stände wieder konstituiert hatten, wurde er der erste Sekretär der Ostfriesischen Landschaft und Nachfolger von Wiarda. Zudem wählte ihn die Landschaft 1820 als Vertreter in die allgemeine Ständeversammlung des Königreichs Hannover.
Als er im Mai 1825 aus Hannover zurückkehrte, erkrankte er schwer. Am 13. November 1825 erlitt er zudem einen Schlaganfall und verstarb am nächsten Tag.

## Familie
Er war seit dem 18. Mai 1811 mit Anna Maria Schwers (* 29. April 1792; † 21. Februar 1861) verheiratet. Sie war die jüngste Tochter des landwirtschaftlichen Receptors Heiko Georg Schwers aus Leer. Er hatte mit ihr die Kinder:
- Heiko Georg Albrecht (* 16. April 1812; † 12. Januar 1882)[4]
- Adelheid Henriette Charlotte (* 1815)
- Caspar Rudolf (1818–1892)
- Heinrich Friedrich Wilhelm (* 26. Juli 1820: † 25. September 1885)[5]
- Hermann Friedrich († 1844)
- Marie (* 15. Mai 1825 in Aurich; † 23. März 1881)[6], Dichterin